# Claudi Carbonell i Flo
Claudi Carbonell i Flo (Barcelona, 10 de març de 1891 - Barcelona, 24 de juny de 1970) fou un fotògraf català, un dels representants del pictorialisme, juntament amb Pere Casas Abarca, Joaquim Pla Janini i Joan Vilatobà, entre d'altres.

## Biografia
Va néixer al carrer Consell de Cent de Barcelona, fill de l'escultor Pere Carbonell i Huguet, natural de Sarrià, i de Concepció Flo i Castellón, natural de Barcelona.
Es va especialitzar en paisatges al bromoli i va obrir un taller de producció de paper al bromoli amb el seu soci Federico Fernández.
Fou un dels fundadors de l'Agrupació Fotogràfica de Catalunya. També fou president de la Federación Española de Fotografía Artística entre 1952 i 1967.
Es pot veure obra seva al Museu Nacional d'Art de Catalunya, on la seva fotografia "Bosc de la Verge" forma part de la col·lecció permanent, en dipòsit de l'AFC.
Es va casar amb Lluïsa Torrens i Viñals.